# Jerry Belmontes
Jerry Belmontes (* 4. Dezember 1988 in Corpus Christi, Texas) ist ein US-amerikanischer Profiboxer im Superfedergewicht.

## Amateurkarriere
Belmontes gewann als Amateur 115 von 133 Kämpfen. Er erkämpfte 2003 die Goldmedaille bei den National Silver Gloves, sowie die Silbermedaille bei den National Silver Gloves 2004 und den National Junior Olympics 2005. Im Oktober 2005 gewann er zudem eine Bronzemedaille im Federgewicht bei den Kadetten-Weltmeisterschaften in Liverpool. Er besiegte dabei Florin Picoi aus Rumänien und Noe Lopez aus Mexiko jeweils vorzeitig, ehe er im Halbfinale gegen Onur Şipal aus der Türkei knapp mit 18:20 ausschied. 2006 gewann er die US-amerikanischen Juniorenmeisterschaften. Im September 2006 nahm er noch an den Junioren-Weltmeisterschaften in Agadir teil, unterlag jedoch im Achtelfinale gegen John Joyce aus Irland.
In der Elite-Klasse (Erwachsene) gewann er 2007 die Silbermedaille bei den US-Meisterschaften im Leichtgewicht. Er schlug dabei Isaac Arasto, Michael Perez, Sadam Ali und Terence Crawford, ehe er im Finale nur knapp mit 12:13 gegen Diego Magdaleno verlor. Im August desselben Jahres startete er zudem bei der US-amerikanischen Olympiaqualifikation; mit Siegen gegen Antton Slaughter und Mason Menard, sowie Niederlagen gegen Sadam Ali und Miguel González verpasste er jedoch die Qualifikation. Während seiner Amateurzeit gelangen ihm auch fünf Siege gegen den späteren Profiweltmeister Omar Figueroa.

## Profikarriere
Der 1,75 m große Linksausleger boxt seit 2008 bei den Profis und gewann 17 Kämpfe in Folge. Im März 2014 besiegte er den IBO-Weltmeister Will Tomlinson (21-0) und boxte im April 2014 gegen Omar Figueroa (22-0) um die WBC-Weltmeisterschaft im Leichtgewicht, unterlag dabei jedoch nach Punkten. Im März 2015 verlor er zudem nach Punkten gegen Miguel Vázquez (34-4). Im Januar 2016 besiegte er Walentin Golowko (21-0) nach Punkten.
Im Juni 2016 wurde er knapp von Richard Abril (19-3) besiegt.